# Shams-e Ḩājjīān
Shams-e Ḩājjīān (persiska: شَمسِ حاجّيان, شمس حاجّیان) är en ort i Iran.   Den ligger i provinsen Västazarbaijan, i den nordvästra delen av landet, 600 km väster om huvudstaden Teheran. Shams-e Ḩājjīān ligger 1 285 meter över havet och antalet invånare är 511.
Terrängen runt Shams-e Ḩājjīān är platt åt sydost, men åt nordväst är den kuperad.Runt Shams-e Ḩājjīān är det ganska tätbefolkat, med 185 invånare per kvadratkilometer. Närmaste större samhälle är Urmia, 13,0 km nordväst om Shams-e Ḩājjīān. Trakten runt Shams-e Ḩājjīān består till största delen av jordbruksmark.